# Lophuromys chrysopus
Lophuromys chrysopus (Osgood, 1936) è un Roditore della famiglia dei Muridi endemico dell'Etiopia.

## Descrizione
Roditore di piccole dimensioni, con la lunghezza della testa e del corpo tra 100 e 128 mm, la lunghezza della coda tra 72 e 87 mm, la lunghezza del piede tra 19 e 23 mm, la lunghezza delle orecchie tra 16,5 e 20 mm e un peso fino a 65 g.
La pelliccia è lunga, densa e leggermente ruvida. Le parti dorsali sono bruno-nerastre, con la base dei peli bruno-rossastra e una banda centrale giallastra. Le parti ventrali sono screziate di crema-rosato o crema-grigiastro. Il dorso delle zampe anteriori è nerastro mentre quello delle zampe posteriori è rosso-grigiastro. Le dita sono nere. Gli artigli sono chiari e iù corti rispetto alle altre specie simili. La coda è più corta della lunghezza della testa e del corpo ed è densamente ricoperta di scagli grigie o nere e di corti peli nerastri, mentre sotto è grigio chiara. La punta è bianca. Le femmine hanno due paia di mammelle pettorali e un paio inguinale. Il cariotipo è 2n=54 FNa=60.

## Biologia

### Comportamento
È una specie terricola, attiva sia di giorno che di notte.

### Alimentazione
Probabilmente si nutre di parti vegetali.

### Riproduzione
Femmine gravide sono state catturate ad aprile e maggio. Danno alla luce due piccoli alla volta.

## Distribuzione e habitat
Questa specie è endemica dell'Etiopia meridionale.
Vive nelle foreste montane tropicali sempreverdi e pluviali dei due versanti dell'altopiani etiopici tra 1.200 e 2.760 metri di altitudine.

## Conservazione
La IUCN Red List, considerato il vasto areale e la popolazione presumibilmente numerosa, classifica L.chrysopus come specie a rischio minimo (Least Concern).